# Eleições do Sport Lisboa e Benfica de 2025
A Assembleia Eleitoral de 2025 do Sport Lisboa e Benfica, ainda com data oficial por anunciar, deverá ocorrer no próximo mês de Outubro. Está previsto que as eleições decorram em diversos locais de voto espalhados por Portugal Continental e ilhas, à semelhança do que ocorreu nas eleições de 2021.

## Candidatos

### Declarados
| Candidato                 | Profissão           | Data de Anúncio        | Ref.  |
| ------------------------- | ------------------- | ---------------------- | ----- |
| João Diogo Manteigas (41) | Advogado            | 13 de Setembro de 2024 | [ 3 ] |
| Cristóvão Carvalho (52)   | Advogado            | 3 de Junho de 2025     | [ 4 ] |
| João Noronha Lopes (58)   | Gestor e Empresário | 5 de Junho de 2025     | [ 5 ] |
| Martim Mayer (50)         | Gestor e Empresário | 11 de Junho de 2025    | [ 6 ] |
| Rui Costa (52)            | N/D                 | 10 de Julho de 2025    | [ 7 ] |
| Luís Filipe Vieira (75)   | Empresário          | 19 de Agosto de 2025   | [ 8 ] |

### Potenciais candidatos
| Candidato         | Profissão | Ref.  |
| ----------------- | --------- | ----- |
| Mauro Xavier (52) | Gestor    | [ 9 ] |